# Bentelo

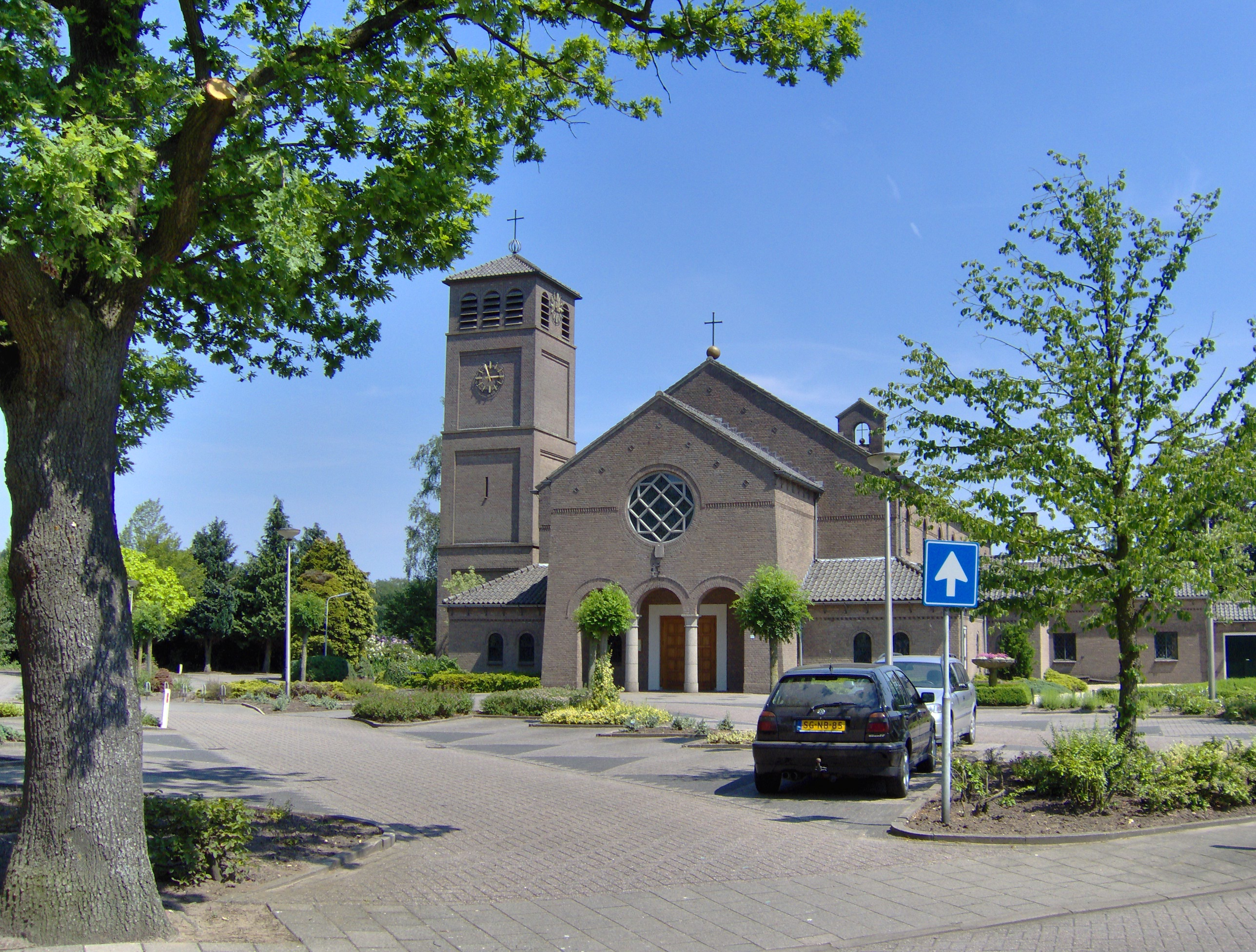
Vooraanzicht van de parochiekerk Onze Lieve Vrouwe van Altijddurende Bijstand te Bentelo.

Bentelo (Nedersaksisch: Beantel) is een dorp in de gemeente Hof van Twente in Overijssel.

## Geschiedenis
Bentelo was oorspronkelijk alleen een buurschap en marke in het kerspel Delden. Het markerichterschap wordt al genoemd in het goederenregister van de graaf van Dale (kern 1188, overgeleverd in laat-dertiende-eeuwse vorm) als jurisdictio lignorum in Benlo (= holtgericht van Bentelo). Het was tot 1715 verbonden aan het erve Morsman, maar werd na aankoop door Twickel verbonden aan het erve Hilderink.
In Bentelo lag aan de Hagmolenbeek de havezate Hagmeule, genoemd naar de bijbehorende watermolen. De havezate verdween in de achttiende eeuw, de molen in de negentiende eeuw. Het dorp Bentelo kwam pas in de twintigste eeuw tot ontwikkeling ten noorden van de Bentelose es. Tot 1 januari 2001 hoorde Bentelo bij de gemeente Ambt Delden, die toen opging in de gemeente Hof van Twente. Het gemeentehuis van Ambt Delden stond in Bentelo.

## Cultuur
De rooms-katholieke parochiekerk is toegewijd aan Maria onder de titel Onze Lieve Vrouwe van Altijddurende Bijstand.
Zie ook:
- Lijst van gemeentelijke monumenten in Bentelo

## Economie
De plaats is een centrum van intensieve veehouderij, waarvan varkens en kippen de hoofdmoot vormen. Bentelo heeft de grootste wijngaard van Nederland, een supermarkt, een vleesproeverij, een kinderspeelboerderij, diverse aspergetelers, drie kroegen en drie restaurants.

## Geboren in Bentelo
- Moniek Kleinsman (3 november 1982), Nederlands schaatsster
- Sem Hobert (9 juni 1991), wereldkampioen indoor touwtrekken (11 maart 2018, Xuzhou, China)
- Jan Pierik (1959), burgemeester van Borne

Hoofdplaats: Goor      Stadjes: Delden · Diepenheim

Dorpen: Bentelo · Hengevelde · Markelo

Buurtschappen: Achterhoek · Azelo (deels) · Beusbergen · De Ha · Deldenerbroek (deels) · Deldeneresch · Dijkerhoek · Elsen · Elsenerbroek · Herike · Kerspel Goor · Markelosebroek · Markvelde · Pothoek · Schoolbuurt · Stokkum · Wiene · Zeldam

Voormalige gemeenten: Diepenheim · Goor · Markelo · Delden (Stad · Ambt)

Overijssel · Steden en dorpen in Overijssel      Nederland · Provincies · Gemeenten